# Diligencen (film fra 1939)
 For alternative betydninger, se Diligencen. (Se også artikler, som begynder med Diligencen)
Diligencen (originaltitel Stagecoach) er en westernfilm fra 1939, instrueret af John Ford med Claire Trevor og John Wayne i hovedrollerne. Filmen var John Waynes gennembrudsfilm.
Manuskriptet er baseret på novellen The Stage to Lordsburg af Ernest Haycox, der selv lod sig inspirere af en anden novelle, Boule de Suif af Guy de Maupassant.

## Handling
En blandet gruppe mennesker stiger på diligencen til Lordsburg i staten New Mexico. Blandt disse er 
- Dallas (spillet af Claire Trevor), en prostitueret som de andre kvinder i byen har jaget ud
- den alkoholiserede Doc Boone (spillet af Thomas Mitchell)
- den storsnudede bankmand Henry Gatewood (spillet af Barton Churchill)
- en sydstatsgentleman, Hatfield (spillet af John Carradine
- den gravide officersfrue Lucy Mallory (spillet af Louise Platt)
- sherif Curly Wilcox (spillet af George Bancroft)
- whiskysælgeren Samuel Peacock (spillet af Donald Meek)
- kusken Buck (spillet af Andy Devine)

På vejen samler de Ringo Kid (spillet af John Wayne) op. Ringo er brudt ud af fængslet for hævne sig på Plummer-brødrene, som har dræbt hans far og bror. Selvom de er venner, tager Curly ham med det samme i forvaring. Under turen bliver Ringo Kid tiltrukket af Dallas.
Ved en mellemstation støder de på en gruppe kavalerisoldater, som fortæller dem, at Geronimo og hans apache-krigere er på krigsstien. På det tidspunkt besvimer Lucy af udmattelse, og Doc Boone jager alle ud af rummet. De går nu nervøst frem og tilbage uden for, indtil Doc kommer med Lucy og hendes nyfødte barn. De holder en afstemning, om de skal fortsætte til Lordsburg eller vende tilbage, og det ender med, at de fortsætter.  Ringo stikker på et tidspunkt af men vender tilbage, da han finder spor af indianerne. Curly løslader nu Ringo, så han kan hjælpe med at kæmpe. De bliver efterfulgt af indianerne, og Halfield bliver dræbt og Peacock såret. Da de er tæt på at løbe tør for ammunition, bliver de reddet af kavaleriet.
Resten af passagerne kommer sikkert til Lordsburg, hvor Gatewood straks bliver arresteret af den lokale sherif for at være stukket af med bankens penge. Dallas trygler Ringo om ikke at slås med Plummer-brødrene, men Ringo er nødt til det. Under skudopgøret dræber Ringo Luke Plummer, dennes bror og en håndlanger. Ringo vender tilbage til Curly og regner med at skulle i fængsel; han beder Curly om at tage Dallas med til Ringos ranch. Da han stiger op på hestevognen for at sige farvel til hende, sætter Curly og Doc hestene i gang og lader Ringo "undslippe". Filmen ender med, at Curly inviterer Doc på en drink, og den alkoholiserede Doc overrasker alle ved at sige "Kun en enkelt".